# Aversa Centro metróállomás
A Aversa Centro metróállomás Olaszországban, Aversa településen.

## Metróvonalak
Az állomást az alábbi metróvonalak érintik:
- Nápoly–Aversa-vasútvonal

## Kapcsolódó állomások
A vasútállomáshoz az alábbi állomások vannak a legközelebb:
- Aversa Ippodromo (Stazione di Piscinola Scampia, Nápoly–Aversa-vasútvonal)